# Serguéi Aléinik
Serguéi Fiódoravich Aléinik (en bielorruso: Сяргей Фёдаравіч Алейнік; Minsk, Unión Soviética; 28 de enero de 1965) es un político y diplomático bielorruso que entre 2022 y 2024 se desempeñó como ministro de Asuntos Exteriores de Bielorrusia. Anteriormente había representado a Bielorrusia ante la ONU y había trabajado como embajador ante la Santa Sede, la Soberana Orden de Malta, el Reino Unido e Irlanda. En 2020 fue ascendido a viceministro de Asuntos Exteriores y en febrero de 2022 asumió el puesto de primer viceministro de Asuntos Exteriores.

## Biografía
Serguéi Aléinik nació el 28 de enero de 1965 en Minsk en la RSS de Bielorrusia (Unión Soviética). En 1986, se graduó con honores en el Instituto Pedagógico Estatal de Idiomas Extranjeros de Minsk (actual Universidad Estatal Lingüística de Minsk), con especialización en alemán e inglés. Entre 1986 y 1988, trabajó como subsecretario del Comité del Komsomol del Instituto Pedagógico de Idiomas Extranjeros del Estado de Minsk y después sirvió en las Fuerzas Armadas Soviéticas y, tras la disolución de la Unión Soviética, en las Fuerzas Armadas de Bielorrusia. Se retiró del ejército en 1992. Al año siguiente se graduó en la Academia Diplomática de Austria, especializándose en Relaciones Internacionales.
En 1992 comenzó a trabajar para el Ministerio de Relaciones Exteriores, primero como tercer secretario de la oficina consular (1992-1993), luego como jefe del departamento de pasaportes y visas de la oficina consular del Ministerio (1993-1994), después como subdirector del departamento estatal de protocolo y subdirector del servicio estatal de protocolo del Ministerio (1994-1995).
En 1995 trabajó como cónsul, ocupando el puesto de jefe del Consulado General de la República de Bielorrusia en La Haya y al año siguiente fue designado como consejero en la Embajada de Bielorrusia en los Países Bajos y representante permanente de Bielorrusia en el Consejo Ejecutivo de la Organización para la Prohibición de las Armas Químicas, puesto que ocupó hasta 1999 cuando fue nombrado jefe interino del Servicio Estatal de Protocolo del Ministerio de Relaciones Exteriores de Bielorrusia.
El 5 de octubre de 2002, el presidente de Bielorrusia lo nombró representante permanente de Bielorrusia ante la ONU y otras Organizaciones Internacionales con sede en Ginebra (Suiza). Puesto que ocupó hasta el 10 de abril de 2008 cuando asumió el cargo de embajador extraordinario y plenipotenciario ante la Santa Sede y ante la Soberana Orden Militar y Hospitalaria de San Juan de Jerusalén, de Rodas y de Malta, en este caso a tiempo parcial.
El 9 de enero de 2009 fue nombrado viceministro de Relaciones Exteriores de Bielorrusia. El 8 de enero de 2013, fue enviado a Londres como embajador extraordinario y plenipotenciario de Bielorrusia ante el Reino Unido, y embajador extraordinario y plenipotenciario ante Irlanda a tiempo parcial. Puesto que ocupó hasta el 20 de julio de 2020 cuando fue relevado del cargo de embajador por traslado a otro puesto.
El 10 de febrero de 2022 el presidente de Bielorrusia, Aleksandr Lukashenko nombró a Aléinik como primer viceministro de Relaciones Exteriores de la República de Bielorrusia. y el 13 de diciembre de 2022, tras la repentina muerte del anterior ministro, Vladímir Makéi, fue nombrado ministro de Relaciones Exteriores de Bielorrusia. Tiene el rango diplomático de Embajador Extraordinario y Plenipotenciario.
Tras su nombramiento como ministro de Asuntos Exteriores, Serguéi Aléinik dijo que las prioridades de la política exterior de Bielorrusia siguen siendo las mismas:

Estoy sinceramente agradecido con el presidente por la confianza. Me doy cuenta de que esta es una gran responsabilidad. Ayer, durante el anuncio del nombramiento, Aleksandr Grigórievich dijo que las cosas no serían fáciles. Y eso es cierto. Somos absolutamente conscientes de eso.

El 27 de junio de 2024, el presidente de Bielorrusia, Lukashenko, lo destituyó del cargo de ministro de Asuntos Exteriores y lo nombró miembro del Consejo de la República de la Asamblea Nacional de Bielorrusia. Fue sustituido por el primer jefe adjunto de la Administración del Presidente de Bielorrusia, Maksim Ryzhenkov.

## Familia
Está casado con Ludmila Aléinik y tiene dos hijos.

## Condecoraciones
- Medalla al Mérito Laboral (2015).[20]